# Seznam starostů pařížských městských obvodů

Vývoj politického zastoupení na radnicích 1983-2008

Seznam starostů pařížských městských obvodů obsahuje všechny představitele radnic městských obvodů v Paříži od roku 1983, kdy tzv. zákon PLM (Paříž-Lyon-Marseille) z roku 1982 umožnil všem dvaceti obvodům, na které se dělí město Paříž, zřídit samostatné radnice a volit do jejich čela starostu jako je obvyklé v jiných obcích ve Francii. 

## Volební období 2014-2020

Politická mapa radnic podle voleb z roku 2014

Seznam starostů pařížských obvodů podle výsledků voleb z 13. dubna 2014:
|  | Obvod | Starosta / ka           | Strana | Poznámka               |
|  | ----- | ----------------------- | ------ | ---------------------- |
|  | 1     | Jean-François Legaret   | UMP    |                        |
|  | 2     | Jacques Boutault        | EELV   |                        |
|  | 3     | Pierre Aidenbaum        | PS     |                        |
|  | 4     | Christophe Girard       | PS     |                        |
|  | 5     | Florence Berthout       | UMP    |                        |
|  | 6     | Jean-Pierre Lecoq       | UMP    |                        |
|  | 7     | Rachida Dati            | UMP    | poslankyně EP          |
|  | 8     | Jeanne d'Hauteserre     | UMP    |                        |
|  | 9     | Delphine Bürkli         | UMP    |                        |
|  | 10    | Rémi Féraud             | PS     |                        |
|  | 11    | François Vauglin        | PS     |                        |
|  | 12    | Catherine Baratti-Elbaz | PS     |                        |
|  | 13    | Jérôme Coumet           | PS     |                        |
|  | 14    | Carine Petit            | PS     |                        |
|  | 15    | Philippe Goujon         | UMP    | poslanec za Paříž      |
|  | 16    | Claude Goasguen         | UMP    | poslanec za Paříž      |
|  | 17    | Brigitte Kuster         | UMP    | radní za Île-de-France |
|  | 18    | Éric Lejoindre          | PS     |                        |
|  | 19    | François Dagnaud        | PS     |                        |
|  | 20    | Frédérique Calandra     | PS     |                        |

## Volební období 2008-2014

Politická mapa radnic podle voleb z roku 2008

Seznam starostů pařížských obvodů podle výsledků voleb z 29. března 2008:
|  | Obvod | Starosta / ka                                  | Strana    | Poznámka                           |
|  | ----- | ---------------------------------------------- | --------- | ---------------------------------- |
|  | 1     | Jean-François Legaret                          | UMP       |                                    |
|  | 2     | Jacques Boutault                               | Les Verts |                                    |
|  | 3     | Pierre Aidenbaum                               | PS        |                                    |
|  | 4     | Dominique Bertinotti od 2012 Christophe Girard | PS        |                                    |
|  | 5     | Jean Tiberi                                    | UMP       | poslanec a bývalý starosta Paříže  |
|  | 6     | Jean-Pierre Lecoq                              | UMP       |                                    |
|  | 7     | Rachida Dati                                   | UMP       | poslankyně EP                      |
|  | 8     | François Lebel                                 | CNI       |                                    |
|  | 9     | Jacques Bravo                                  | PS        |                                    |
|  | 10    | Rémi Féraud                                    | PS        |                                    |
|  | 11    | Patrick Bloche                                 | PS        | poslanec za Paříž                  |
|  | 12    | Michèle Blumenthal                             | PS        |                                    |
|  | 13    | Jérôme Coumet                                  | PS        |                                    |
|  | 14    | Pierre Castagnou od 2009 Pascal Cherki         | PS        |                                    |
|  | 15    | Philippe Goujon                                | UMP       | poslanec za Paříž                  |
|  | 16    | Claude Goasguen                                | UMP       | poslanec za Paříž                  |
|  | 17    | Brigitte Kuster                                | UMP       |                                    |
|  | 18    | Daniel Vaillant                                | PS        | poslanec za Paříž a bývalý ministr |
|  | 19    | Roger Madec od 2013 François Dagnaud           | PS        | senátor za Paříž                   |
|  | 20    | Frédérique Calandra                            | PS        |                                    |

## Volební období 2001-2008

Politická mapa radnic podle voleb z roku 2001

Seznam starostů pařížských obvodů podle výsledků voleb z března 2001:
|  | Obvod | Starosta / ka                          | Strana    | Poznámka                           |
|  | ----- | -------------------------------------- | --------- | ---------------------------------- |
|  | 1     | Jean-François Legaret                  | UMP       |                                    |
|  | 2     | Jacques Boutault                       | Les Verts |                                    |
|  | 3     | Pierre Aidenbaum                       | PS        |                                    |
|  | 4     | Dominique Bertinotti                   | PS        |                                    |
|  | 5     | Jean Tiberi                            | UMP       | poslanec a bývalý starosta Paříže  |
|  | 6     | Jean-Pierre Lecoq                      | UMP       |                                    |
|  | 7     | Martine Aurillac od 2002 Michel Dumont | UMP       |                                    |
|  | 8     | François Lebel                         | CNI       |                                    |
|  | 9     | Jacques Bravo                          | PS        |                                    |
|  | 10    | Tony Dreyfus                           | PS        | poslanec za Paříž                  |
|  | 11    | Georges Sarre                          | MRC       |                                    |
|  | 12    | Michèle Blumenthal                     | PS        |                                    |
|  | 13    | Serge Blisko od 2007 Jérôme Coumet     | PS        | Serge Blisko byl poslanec za Paříž |
|  | 14    | Pierre Castagnou                       | PS        |                                    |
|  | 15    | René Galy-Dejean                       | UMP       | poslanec za Paříž                  |
|  | 16    | Pierre-Christian Taittinger            | UMP       |                                    |
|  | 17    | Françoise de Panafieu                  | UMP       | poslankyně za Paříž                |
|  | 18    | Annick Lepetit od 2003 Daniel Vaillant | PS        | poslanec za Paříž a bývalý ministr |
|  | 19    | Roger Madec                            | PS        | senátor za Paříž                   |
|  | 20    | Michel Charzat                         | PS        | poslanec za Paříž                  |

## Volební období 1995-2001

Politická mapa radnic podle voleb z roku 1995

Seznam starostů pařížských obvodů podle výsledků voleb z června 1995:
|  | Obvod | Starosta                                       | Strana | Poznámka                           |
|  | ----- | ---------------------------------------------- | ------ | ---------------------------------- |
|  | 1     | Michel Caldagués od 2000 Jean-François Legaret | RPR    | senátor za Paříž                   |
|  | 2     | Benoîte Taffin                                 | UDF    |                                    |
|  | 3     | Pierre Aidenbaum                               | PS     |                                    |
|  | 4     | Pierre-Charles Krieg od 1998 Lucien Finel      | RPR    |                                    |
|  | 5     | Jean-Charles Bardon                            | RPR    |                                    |
|  | 6     | Jean-Pierre Lecoq                              | RPR    |                                    |
|  | 7     | Martine Aurillac                               | RPR    | poslankyně za Paříž                |
|  | 8     | François Lebel                                 | CNI    |                                    |
|  | 9     | Gabriel Kaspereit                              | RPR    | poslanec za Paříž                  |
|  | 10    | Tony Dreyfus                                   | PS     | poslanec za Paříž                  |
|  | 11    | Georges Sarre                                  | MRC    | poslanec za Paříž                  |
|  | 12    | Jean-François Pernin                           | UDF    |                                    |
|  | 13    | Jacques Toubon                                 | RPR    | poslanec za Paříž                  |
|  | 14    | Lionel Assouad                                 | RPR    |                                    |
|  | 15    | René Galy-Dejean                               | RPR    | poslanec za Paříž                  |
|  | 16    | Pierre-Christian Taittinger                    | UDF    |                                    |
|  | 17    | Pierre Rémond                                  | RPR    |                                    |
|  | 18    | Daniel Vaillant                                | PS     | poslanec za Paříž a bývalý ministr |
|  | 19    | Roger Madec                                    | PS     |                                    |
|  | 20    | Michel Charzat                                 | PS     | poslanec za Paříž                  |

## Volební období 1989-1995

Politická mapa radnic podle voleb z roku 1989

Seznam starostů pařížských obvodů podle výsledků voleb z března 1989:
|  | Obvod | Starosta                                  | Strana  | Poznámka          |
|  | ----- | ----------------------------------------- | ------- | ----------------- |
|  | 1     | Michel Caldagués                          | RPR     | senátor za Paříž  |
|  | 2     | Benoîte Taffin                            | UDF     |                   |
|  | 3     | Jacques Dominati                          | UDF     | poslanec za Paříž |
|  | 4     | Pierre-Charles Krieg                      | RPR     |                   |
|  | 5     | Jean Tiberi                               | RPR     | poslanec za Paříž |
|  | 6     | François Collet od 1994 Jean-Pierre Lecoq | RPR     |                   |
|  | 7     | Édouard Frédéric-Dupont                   | CNI     | poslanec za Paříž |
|  | 8     | François Lebel                            | CNI     |                   |
|  | 9     | Gabriel Kaspereit                         | RPR     | poslanec za Paříž |
|  | 10    | Claude Challal                            | RPR     |                   |
|  | 11    | Alain Devaquet                            | RPR     | poslanec za Paříž |
|  | 12    | Paul Pernin                               | UDF     |                   |
|  | 13    | Jacques Toubon                            | RPR     | poslanec za Paříž |
|  | 14    | Lionel Assouad                            | RPR     |                   |
|  | 15    | René Galy-Dejean                          | RPR     | poslanec za Paříž |
|  | 16    | Pierre-Christian Taittinger               | UDF     |                   |
|  | 17    | Pierre Rémond                             | RPR     |                   |
|  | 18    | Roger Chinaud                             | UDF     | senátor za Paříž  |
|  | 19    | Jacques Féron od 1994 Michel Bulté        | CNI RPR | poslanec za Paříž |
|  | 20    | Didier Bariani                            | UDF     |                   |

## Volební období 1983-1989

Politická mapa radnic podle voleb z roku 1983

Seznam starostů pařížských obvodů podle výsledků voleb z března 1983:
|  | Obvod | Starosta                | Strana | Poznámka          |
|  | ----- | ----------------------- | ------ | ----------------- |
|  | 1     | Michel Caldagués        | RPR    | senátor za Paříž  |
|  | 2     | Alain Dumait            | UDF    |                   |
|  | 3     | Jacques Dominati        | UDF    | poslanec za Paříž |
|  | 4     | Pierre-Charles Krieg    | RPR    |                   |
|  | 5     | Jean Tiberi             | RPR    | poslanec za Paříž |
|  | 6     | Pierre Bas              | RPR    |                   |
|  | 7     | Édouard Frédéric-Dupont | CNI    |                   |
|  | 8     | François Lebel          | RPR    |                   |
|  | 9     | Gabriel Kaspereit       | RPR    | poslanec za Paříž |
|  | 10    | Claude-Gérard Marcus    | RPR    | poslanec za Paříž |
|  | 11    | Alain Devaquet          | RPR    | poslanec za Paříž |
|  | 12    | Paul Pernin             | UDF    |                   |
|  | 13    | Jacques Toubon          | RPR    | poslanec za Paříž |
|  | 14    | Lionel Assouad          | RPR    |                   |
|  | 15    | René Galy-Dejean        | RPR    | poslanec za Paříž |
|  | 16    | Georges Mesmin          | UDF-AD | poslanec za Paříž |
|  | 17    | Pierre Rémond           | RPR    |                   |
|  | 18    | Roger Chinaud           | UDF    | senátor za Paříž  |
|  | 19    | Jacques Féron           | CNI    |                   |
|  | 20    | Didier Bariani          | UDF    |                   |